# Unerwünschtes Arzneimittelereignis
Ein unerwünschtes Arzneimittelereignis (UAE) ist ein unerwünschtes Ereignis, das in einem zeitlichen Zusammenhang mit einer Arzneimittelgabe stattfindet. Dies können Veränderungen von Laborwerten sein, aber auch das Neuauftreten von Symptomen oder gar Erkrankungen. Das Auftreten eines unerwünschten Arzneimittelereignisses muss nicht in kausalem Zusammenhang mit der Arzneimittelgabe stehen. Besteht jedoch ein solcher Zusammenhang, spricht man von einer unerwünschten Arzneimittelwirkung (UAW).